# Durham (Kansas)
Durham – miasto w Stanach Zjednoczonych, w stanie Kansas, w hrabstwie Marion.